# Cinnamomum reticulatum
Cinnamomum reticulatum Hayata – gatunek rośliny z rodziny wawrzynowatych (Lauraceae Juss.). Występuje naturalnie na Tajwanie. 

## Morfologia
PokrójZimozielone drzewo o nagich i czerwonawych gałęziach.
LiściePrawie naprzeciwległe. Mają odwrotnie jajowaty kształt. Mierzą 4–6 cm długości oraz 2–3 cm szerokości. Są nagie. Blaszka liściowa jest o tępym wierzchołku. Ogonek liściowy jest nagi i dorasta do 10–15 mm długości.
KwiatySą niepozorne, obupłciowe, nagie, zebrane po 3–5 w baldachogrona, rozwijają się w kątach pędów. Kwiatostany dorastają do 4,5–6,5 cm długości, podczas gdy pojedyncze kwiaty mają długość 5 mm. Listki okwiatu mają białe plamki.
OwoceMają jajowaty kształt, osiągają 10 mm długości i 7 mm szerokości.

## Biologia i ekologia
Owoce dojrzewają w listopadzie.